# La Bazoque (Orne)
La Bazoque település Franciaországban, Orne megyében. Lakosainak száma 272 fő (2022. január 1.). La Bazoque Cerisy-Belle-Étoile és Caligny községekkel határos.

## Népesség
A település népességének változása:
| Lakosok száma | 260  | 262  | 267  | 265  | 267  | 272  | 272  | 272  | 272  |
|               | 2013 | 2015 | 2016 | 2017 | 2018 | 2019 | 2020 | 2021 | 2022 |